# فرودگاه کوروزال
فرودگاه کوروزال (به انگلیسی: Corozal Airport) یک فرودگاه همگانی با کد یاتا CZH است که یک باند فرود بتن دارد و طول باند آن ۱۹۲۰ متر است. این فرودگاه در کشور بلیز قرار دارد .